# Hin Håle i högform
Hin Håle i högform (engelska: Meet Mr. Lucifer) är en brittisk Ealingkomedi från 1953, inspelad i Ealing Studios och i regi av Anthony Pelissier.

## Handling
Filmen berättar om de katastrofer som drabbar tre på varandra följande ägare av en tv-apparat.

## Rollista i urval
- Stanley Holloway - Sam Hollingsworth / Mr. Lucifer
- Peggy Cummins - Kitty Norton
- Jack Watling - Jim Norton
- Barbara Murray - Patricia Pedelty
- Joseph Tomelty - Mr. Pedelty
- Kay Kendall - sångerskan
- Gordon Jackson - Hector McPhee
- Charles Victor - Mr. Elder
- Jean Cadell - Mrs. Macdonald
- Ernest Thesiger - Mr. Macdonald
- Raymond Huntley - Mr. Patterson
- Joan Sims - Fairy Queen
- Ian Carmichael - Man Friday
- Irene Handl - damen med hunden